# Lancia Thesis
La Lancia Thesis è una berlina di segmento E prodotta dalla casa automobilistica italiana Lancia dal 2002 al 2009 in circa 16.000 esemplari, ricoprendo il ruolo di ammiraglia. 
È una delle ammiraglie di rappresentanza del presidente della Repubblica Italiana.

## Il contesto
La Thesis nasce come erede della precedente K, berlina sfortunata che, pur essendo dotata di buoni equipaggiamenti, non era stata in grado di cogliere a pieno titolo l'eredità della storica Thema. La K, infatti, era stata accusata di possedere sin dagli inizi uno stile poco moderno e interni poco raffinati per gli standard Lancia; e a causa di questo si è avuta una crisi d'immagine per la casa torinese, che ha comportato un grave calo nelle vendite sul mercato europeo. La Thesis, pertanto, aveva il difficile compito di riposizionare il marchio e, allo stesso tempo, di rivoluzionare il concetto di ammiraglia, orientandola verso uno stile classico ma futuristico in modo da poter "richiamare" gli appassionati. Altra sfida importante del modello era quella di riportare il marchio Lancia sui mercati anglosassoni, dove era assente dai primi anni novanta.

## Le anticipazioni

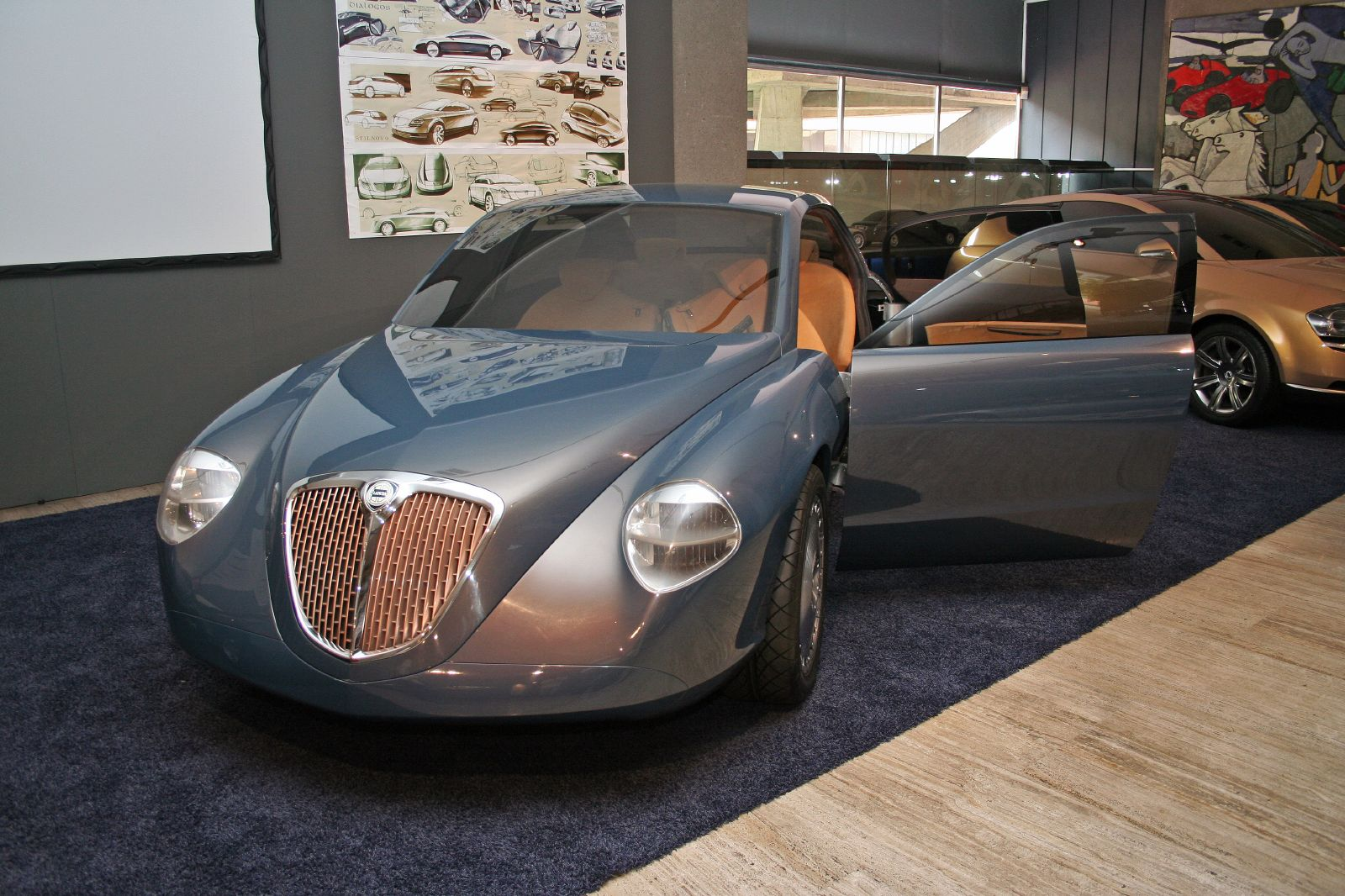
La concept Lancia Dialogos al museo dell'automobile di Torino

La Thesis nasce dal Progetto 841 del 1997 e discusso più volte sia dai vertici che dallo stesso capo designer Mike Robinson.
In quel periodo infatti, presso il Centro stile di Mirafiori, vennero presentate tre concept car ovvero Tikal, Agorà e Arca dalle quali solo una venne scelta dallo staff tramite un sondaggio interno all'azienda per il successivo sviluppo e industrializzazione.
L'Agorà, vittoriosa, venne modificata nell'estetica, poiché inizialmente era una grande due volumi ispirata alle prime berline prodotte dalla casa negli anni trenta e successivamente ribattezzata Lancia Dialogos, ovvero il prototipo semi definitivo di berlina tre volumi con portiere apribili controvento e contenuti tecnologici avanzati. La Dialogos piacque parecchio ai vertici del Gruppo Fiat e ne venne derivata nel 2000 anche una versione per Giovanni Paolo II, cui venne dato il nome di Giubileo.

## La Thesis definitiva
Il modello definitivo non si discostò particolarmente dal prototipo se non per alcune modifiche: le portiere ad esempio furono del tipo tradizionale e vennero abbandonate quelle controvento della Dialogos, la calandra anteriore venne leggermente smussata nella parte inferiore in modo da poter ospitare la targa nel paraurti, le nervature nel cofano divennero meno evidenti.
Il nome Thesis fu deciso allo scopo di richiamare il nome della celebre Thema, una delle ammiraglie di maggior successo nella storia del marchio. Il concetto stilistico era abbastanza originale e anticipò il family feeling della casa orientato verso forme rotondeggianti e contraddistinte da numerose cromature.
La presentazione ufficiale dell'automobile avvenne al Salone dell'automobile di Ginevra nel marzo del 2001, mentre gli interni dell'auto vennero svelati nel novembre dello stesso anno al Salone dell'automobile di Francoforte. Per la stampa italiana vennero fornite 30 autovetture a uno staff composto da 85 giornalisti che ebbero il compito di analizzare l'auto su un percorso misto lungo 122 km attorno al Lago Maggiore.
La produzione ufficiale iniziò nel 2002 e per i primi mesi avvenne presso lo stabilimento Fiat di Rivalta, prima che lo stesso venisse riconvertito alla produzione di componenti aeronautiche Avio e venduto assieme all'azienda che fino ad allora apparteneva al gruppo Fiat. Quindi, passò in definitiva allo stabilimento torinese di Mirafiori, impianto che già in passato si era occupato dell'assemblaggio della Thema berlina.

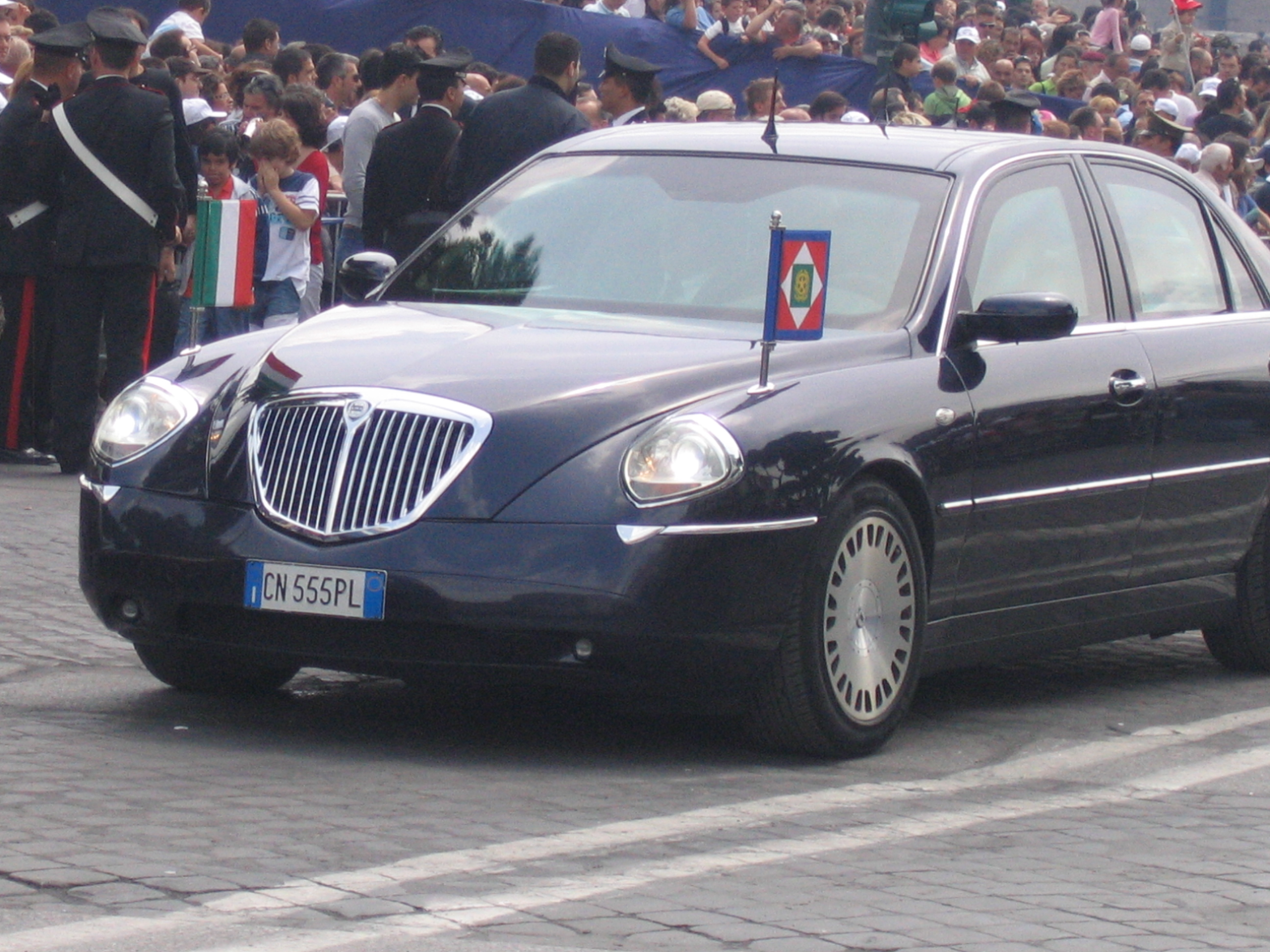
La Thesis utilizzata del Presidente della Repubblica Italiana

I volumi di vendita iniziali della nuova ammiraglia prevedevano circa 13.000 esemplari l'anno, ma si stimava di salire fino a 25.000 autovetture annue a pieno regime; tuttavia le vendite effettive si dimostrarono sin dal debutto sotto tono, in parte a causa di quella crisi di immagine che stava ancora attraversando il marchio Lancia, ma poi anche per quell'estetica anticonvenzionale e fin troppo originale in cui sarà racchiuso il vero tassello negativo della Thesis. Inoltre, i prezzi elevati che la posero in diretta concorrenza con le rivali BMW Serie 5, Mercedes-Benz Classe E e Jaguar S-Type, costituirono un ulteriore punto a sfavore per questa berlina di lusso, di cui non verrà nemmeno realizzata una versione con guida a destra per i paesi anglosassoni, dove ci si aspettava un tanto atteso ritorno delle automobili Lancia.
Per cui, la gran parte della produzione è finita in Italia, dove ha riscontrato un discreto successo come vettura aziendale e tra i rappresentanti del governo italiano nelle versioni blindate Protecta.
Complessivamente la produzione è stata di sole 16.000 autovetture e la casa non è stata in grado di trarne guadagni poiché l'intero progetto aveva richiesto investimenti industriali superiori ai 405 milioni di Euro.

### Lo stile
Esteticamente la carrozzeria, lunga 4,89 metri, è stata disegnata da Robinson seguendo numerosi richiami all'antica produzione Lancia, come le berline Aurelia e Flaminia prodotte negli anni cinquanta e sessanta. Il frontale è caratterizzato dall'imponente calandra che culmina nel cofano motore, con i gruppi ottici in rilievo sui parafanghi; proprio i fari, dalla forma simile a un rombo, possiedono contorni cromati, mentre nella parte sottostante è presente il dispositivo lavafari dalla forma triangolare, completamente cromato.
Le versioni più accessoriate presentano i sensori di parcheggio integrati al fascione paraurti anteriore. La fiancata presenta i passaruota in leggero rilievo, l'aspetto viene reso elegante dalle numerose cromature presenti lungo le cornici dei finestrini, sulle maniglie delle porte e sulla nervatura presente nella parte bassa delle fiancate. Le maniglie stesse presentano pulsanti al interno per l'apertura "soft" delle serrature elettriche delle porte, una soluzione adottata anche per la Maserati Quattroporte V. La coda, corta e alta, presenta dei gruppi ottici molto sottili che sfruttano la tecnologia a diodi luminosi a LED; il cofano del baule incorpora il vano per la targa con contorni cromati e luci della retromarcia integrate. Il bagagliaio possiede un volume di 400 litri.

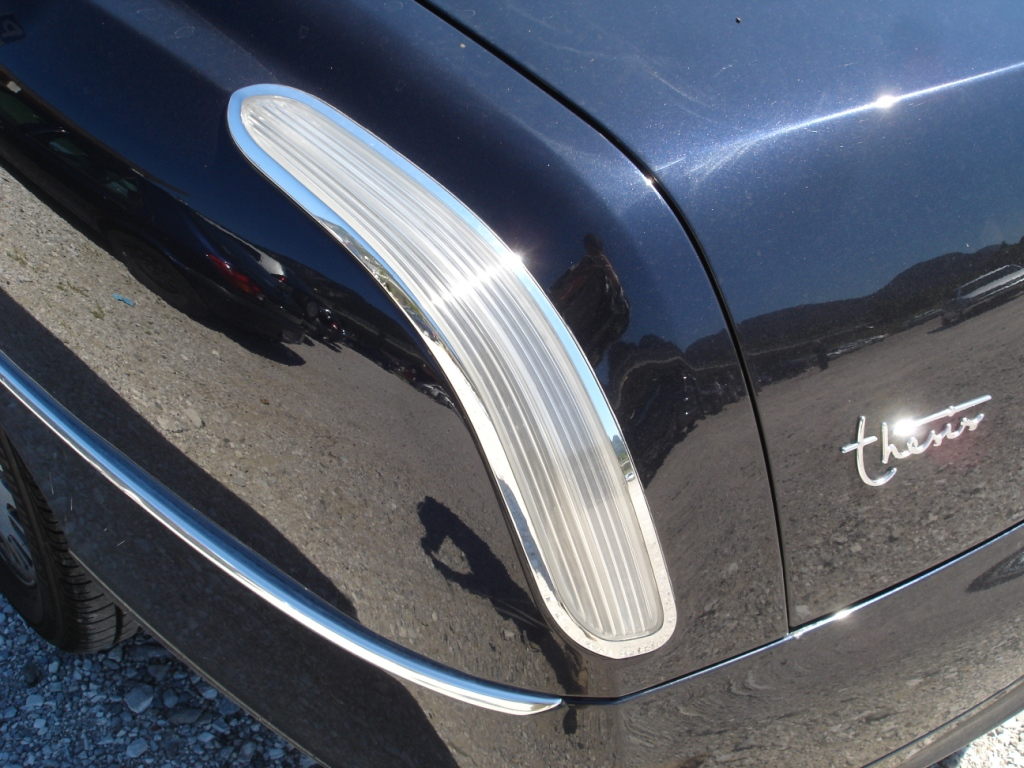
Dettaglio del fanale posteriore a LED

Gli interni segnano un netto passo in avanti rispetto alla K sia per qualità che per stile; il disegno della plancia è meno elaborato e risulta più tradizionale anche nell'impostazione dei comandi. Nella parte centrale troviamo lo schermo del sistema multimediale che, a pagamento, può offrire anche il sistema di navigazione satellitare Connect, il telefono GSM e la televisione; nella parte più bassa è presente un vano che nasconde l'ingresso per l'audiocassetta, il CD o dell'autoradio o del navigatore e l'eventuale ingresso per scheda GSM; il climatizzatore è a gestione completamente automatica a due o, a richiesta, tre zone, con comandi e diffusori posteriori. Il quadro strumenti è composto da quattro indicatori rotondi a lancette più lo schermo del computer di bordo, e prevede anche l'indicatore analogico del consumo istantaneo di carburante. Il pomello del cambio è rivestito in pelle e legno e accanto a esso sono presenti un vano portalattine refrigerato, i comandi di vari controlli di trazione e il comando del freno a mano elettrico. Il caricatore da sei CD è posizionato nel cassettino portaoggetti, apribile elettricamente. Il volante è rivestito in pelle e integra i comandi dell'autoradio e, se presente di serie, del telefono. Un'altra caratteristica è la presenza della tendina del lunotto posteriore, azionata elettricamente tramite i comandi presenti nel bracciolo posteriore e accanto alla leva del cambio. Gran parte della plancia e delle portiere è rivestita in legno di mogano con lavorazione "a poro aperto", magnesio e pelle. Per la selleria sono disponibili la pelle, la pelle Nappa di Poltrona Frau, l'alcantara e il rivestimento lana ispirato al "Panno Lancia", i poggiatesta possiedono una forma a sella o conchiglia. I sedili anteriori si adattano, tramite cuscinetti d'aria, alle forme del corpo e si regolano elettricamente, così come il volante. L'impianto audio delle versioni top era un Hi-Fi Bose Sound System con caricatore, otto altoparlanti e 300 W di potenza. Disponibile a pagamento anche il tetto apribile elettricamente con celle solari.

### La dinamica

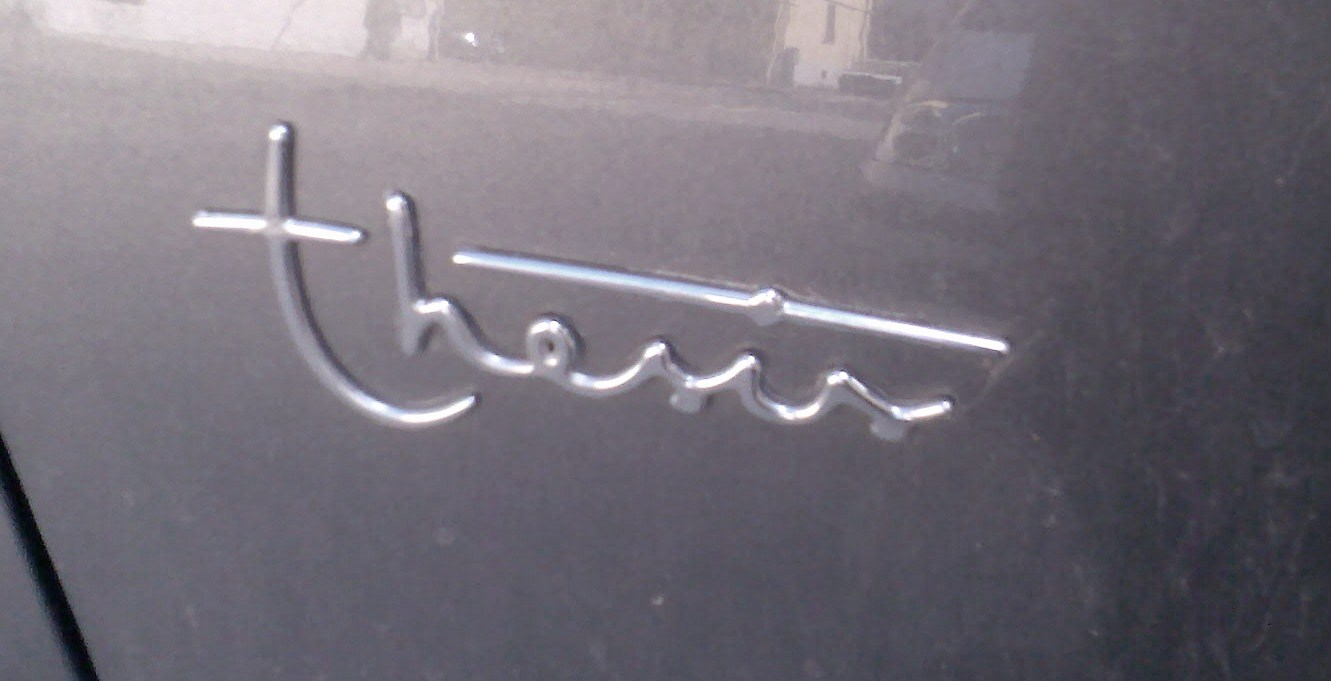
Il particolare logo rétro

La Thesis viene realizzata su un pianale di base completamente inedito sviluppato secondo l'architettura a trazione anteriore con motore in posizione trasversale. Questo telaio, utilizzato solo da questo modello, è uno dei fattori che ha contribuito all'incremento dei costi di progettazione e sviluppo. La tenuta laterale massima in una curva dal raggio di 50 metri è pari a 0,93 g.
Le sospensioni anteriori utilizzano lo schema a quadrilatero alto ad asse sterzante virtuale con portamozzo in acciaio forgiato e leve in alluminio, al posteriore Multilink a quattro bracci e mezzo in alluminio con barra stabilizzatrice anteriore e posteriore; queste sospensioni sono state studiate per garantire una tenuta di strada ottimale e grazie al sistema di smorzamento semi-attivo Skyhook progettato dalla Mannesmann-Sachs si ha il controllo elettronico dei movimenti della carrozzeria e delle ruote in modo che la centralina determina la forza smorzante regolando gli ammortizzatori in base al tipo di fondo stradale o dal carico presente sull'auto. Il serbatoio è in grado di contenere 75 litri di carburante.
L'impianto frenante sfrutta sia per l'avantreno che per il retrotreno dei freni a disco auto ventilanti. Di serie per tutte le versioni il controllo elettronico della stabilità (ESP), il sistema anti bloccaggio delle ruote motrici (ABS), il ripartitore elettronico della frenata di emergenza (EBD), controllo di trazione (TCS) e il freno di stazionamento elettronico (EPB) che si attiva quando si spegne il motore e si riattiva premendo l'acceleratore. La sicurezza automobilistica viene garantita dalla presenza di serie degli airbag frontali a doppio stadio, laterali anteriori e posteriori, e a tendina per la testa (otto in totale). Oltre agli attacchi isofix per i sedili posteriori, di serie per tutte le versioni anche i fari fari bi-xenon. Una rete di 54 sensori governa l'elettronica dell'autovettura intervenendo sui principali dispositivi. A seconda delle motorizzazioni la Thesis poteva essere equipaggiata con un cambio manuale a sei rapporti oppure con un cambio automatico sequenziale denominato Comfortronic a cinque rapporti con gestione elettronica adattativa.

### Aggiornamenti ed evoluzione

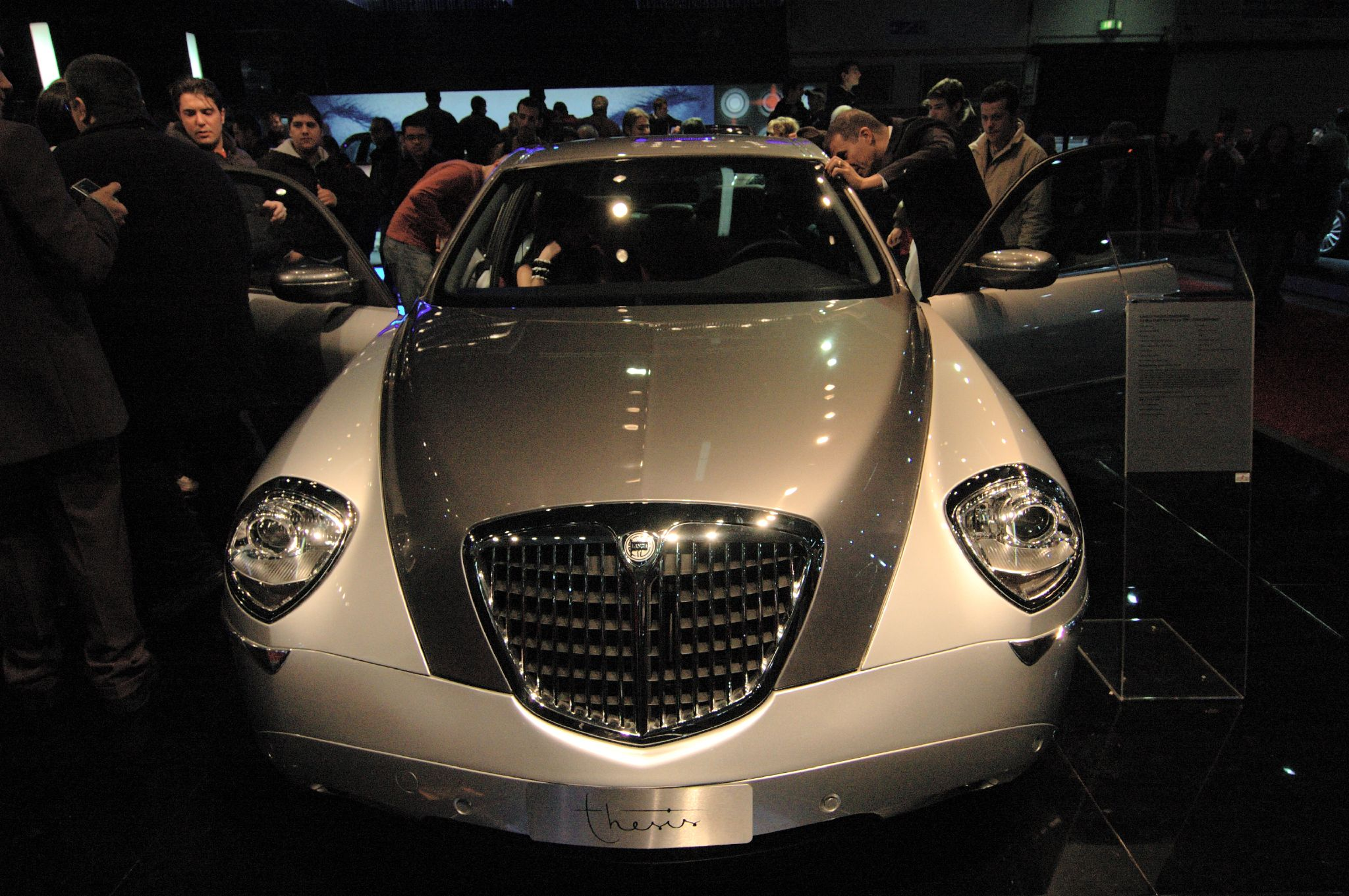
Thesis Bicolore

Un primo aggiornamento a livello di equipaggiamento è stato introdotto nel 2004: nessuna modifica all'estetica dell'autovettura ma la casa introduce il nuovo allestimento base Business abbinato esclusivamente al motore diesel 2.4 JTD 10 valvole caratterizzato da un prezzo di listino ribassato, proprio per andare incontro a una clientela più vasta, anche alla luce del calo della domanda. Lancia introduce anche cinque nuove tinte per la carrozzeria e nuovi pacchetti telematici per l'impianto di navigazione satellitare Connect. Debuttano anche nuove motorizzazioni a gasolio Multijet mentre i motori benzina vengono riomologati Euro 4. In veste di show-car viene presentata anche la Thesis Bicolore con doppia verniciatura della carrozzeria.
Nel 2006, al salone dell'automobile di Ginevra, viene presentato un secondo aggiornamento, nuovi rivestimenti per la tappezzeria, nuovi disegni per i cerchi in lega e verniciatura bicolore disponibile come optional. Tra i propulsori debutta il nuovo 2.4 Multijet potenziato a 185 cavalli con filtro DPF di serie e omologazione Euro 4, mentre per il solo mercato tedesco è disponibile la Thesis Sportiva, una versione speciale caratterizzata dalla possibilità di disporre di un telaio più sportivo grazie alla specifica taratura delle sospensioni. La Thesis esce di produzione nel 2009 sostituita due anni dopo dalla Thema.

### Versioni e allestimenti
Inizialmente la Thesis venne offerta in due livelli di allestimenti ovvero la base Executive e la versione di punta Emblema. Sulla Executive, oltre ai vari dispositivi di sicurezza, erano di serie i cerchi in lega da 16", l'autoradio, il climatizzatore bi-zona, il sistema multimediale senza navigatore, i vetri elettrici anteriori e posteriori, i sedili parzialmente regolabili elettricamente e gli interni in materiale pregiato. La Emblema aggiungeva il sistema Connect con navigatore (era a pagamento per la Executive), i sedili anteriori riscaldabili, l'impianto Hi-Fi Bose e i cristalli posteriori oscurati. Per tutte le versioni si pagavano tetto elettrico a celle solari, telefono GSM, la vernice metallizzata, l'antifurto, i sedili posteriori riscaldabili, i vetri antieffrazione e i sensori anteriori di parcheggio.
L'introduzione nel 2003 della Business, disponibile con il solo motore 2.4 JTD diesel, ha reso più accessibile la gamma Thesis poiché questa versione possedeva una dotazione di serie impoverita: rispetto alla Executive erano a pagamento i cerchi in lega mentre gli interni erano in tessuto e le sospensioni Skyhook non erano disponibili.

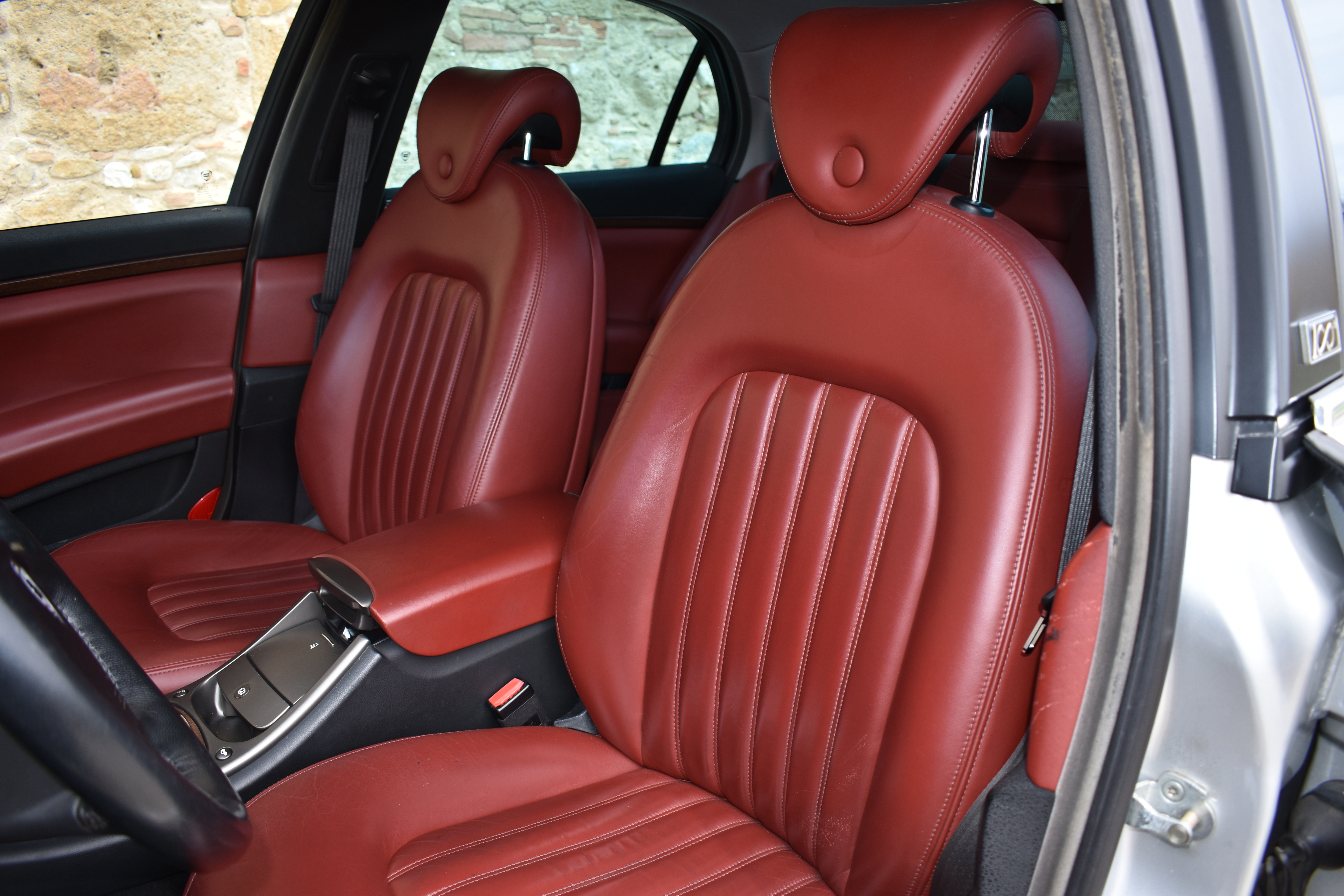
Interni della Thesis Centenario, celebrativa dei 100 anni di Lancia.

Oltre agli allestimenti proposti di serie la gamma Thesis si è arricchita anche di versioni speciali: la prima è stata nel 2006 in occasione del centesimo compleanno del marchio, la Lancia infatti decise di celebrarlo con una serie denominata Collezione Centenario; si distingue dal resto della produzione per la presenza nel montante fra le due porte del logo stilizzato 100 con i due zeri che formano il simbolo dell'infinito; questa versione era disponibile solo nei colori Grigio Palladio e Nero Donatello, montava cerchi in lega a raggi bicolore da 18" e gli interni in pelle rossa Frau, ed era equipaggiata con motorizzazione 2.4 Multijet 20V da 185 cavalli e cambio automatico sequenziale. Successivamente l'allestimento è stato ribattezzato 100th e commercializzato fino all'uscita di produzione avvenuta nel 2009.
Nel 2007 viene introdotta la Limited Edition disponibile solo con il motore 2.4 Multijet 20V da 185 cavalli e solo nel colore Grigio Rossini con nuovi cerchi in lega da 17" con disegno esclusivo a turbina e rivestimenti interni in pelle Frau color cuoio con finiture in nappa pieno fiore col cuoio naturale. Per cercare di attirare clientela, la casa introduce per questa versione una particolare strategia di vendita denominata Tender: al prezzo della Thesis viene fornita per due anni anche una Ypsilon 1.3 Multijet allestimento Oro da 75 cavalli che potrà essere acquistata a metà prezzo una volta terminati i due anni dal contratto oppure restituita.

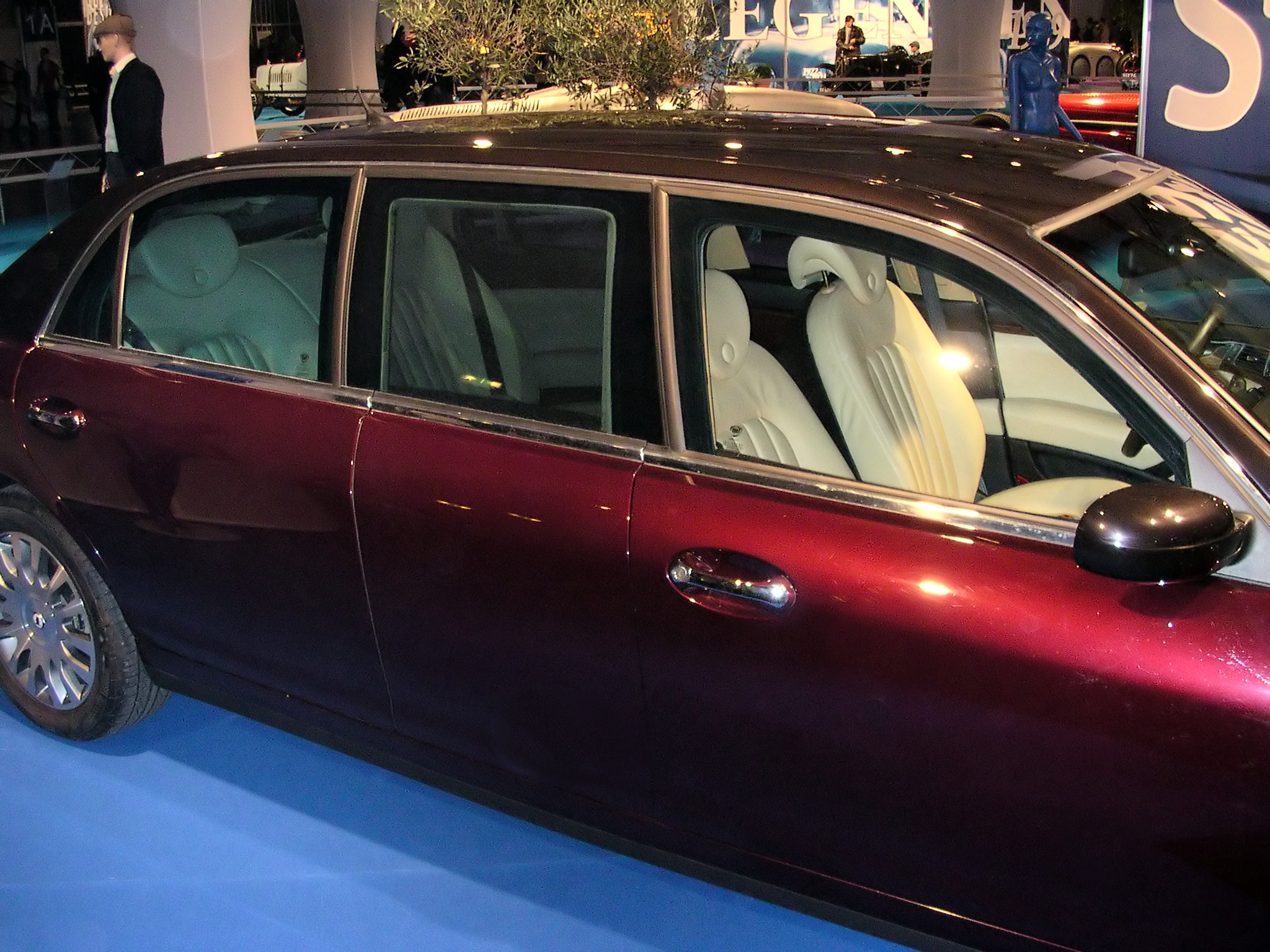
Dettaglio del passo lungo della Thesis in versione limousine, la Stola S85 realizzata dall'omonimo carrozziere torinese.

Non è mancata la Thesis Protecta, versione blindata molto apprezzata dai politici italiani; la carrozzeria viene realizzata con acciaio balistico mentre il pianale viene realizzato a strati di fibra aramidica con funzione antiscoppio, scrocchi aggiuntivi vengono installati nelle portiere e nel baule e sono realizzati in materiale antiscasso. Inoltre l'auto è in grado di marciare anche con pneumatici forati e resta immutata l'efficienza dell'impianto frenante e di trasmissione. Il serbatoio dell'auto evitava fuoriuscite di carburante in caso di danni. Veniva prodotta in due tipi di blindature: B4 e B6.
La Thesis è stata prodotta anche in una versione limousine su ordinazione dal carrozziere torinese Stola: l'auto (denominata Stola S85) è stata presentata al 74º salone di Ginevra; lunga 5,48 metri con gli interni completamente riprogettati, il pavimento piatto e rivestito in legno con selleria Frau. Erano anche disponibili il frigo bar, le regolazioni elettriche per le poltrone posteriori e un centro multimediale LWD Mobile Car System, progettato per adattarsi a computer, fax e videogames per ambiti professionali o creativi. La Thesis Stola S85 pesava 2.030 kg ed era prodotta solo con motore 3.2 V6 Busso e carrozzeria bicolore.

### Motori e trasmissioni
La Thesis al lancio era disponibile con una gamma composta da tre propulsori benzina e un diesel common rail: il motore dalla cubatura più compatta è stato il 2.0 Turbo Soft 20V cinque cilindri alimentato a benzina prodotto dalla FMA di Pratola Serra; si tratta di un propulsore che assicura buone prestazioni grazie alla potenza di 185 CV a 5.500 giri al minuto, l'iniezione è elettronica realizzata dalla Bosch, 224 km/h di velocità massima per uno scatto di 8,9 secondi per passare da 0 a 100 km/h e 9,0 km/l di consumo misto. È abbinato a un cambio manuale a 6 rapporti. Il 2.0 Turbo Soft, omologato Euro 3, con il restyling del 2004 divenne Euro 4.
Derivato dal 2.0 il più grande cinque cilindri 2.4 20V aspirato è in grado di erogare 170 CV a 6.000 giri al minuto. L'architettura meccanica sfrutta una distribuzione a quattro valvole per cilindro con iniezione elettronica. È dotato di serie di cambio manuale a 6 rapporti ma a richiesta era possibile equipaggiare la Thesis 2.4 anche con il cambio automatico sequenziale Comfortronic a 5 rapporti. Il 2.4 20V consente all'autovettura prestazioni modeste: la velocità massima è di 217 km/h (215 con cambio automatico) con l'accelerazione da 0 a 100 km/h registrata in 9,5 secondi (10,9 per l'automatica). Il consumo medio di carburante dichiarato dalla casa è di 9,1 km/l per la versione manuale e di 11,3 km/l per la versione automatica. Anche il motore 2.4 20V è stato prodotto dalla FMA di Pratola Serra. Omologato Euro 3 questo propulsore venne aggiornato per la normativa Euro 4 durante l'aggiornamento del 2004.
Al top di gamma vi era il benzina 3.0 litri 24V, un V6 "Busso" di derivazione Alfa Romeo, capace di una potenza massima pari a 215 CV che garantiva prestazioni più che sportive grazie alla velocità massima di 234 km/h con uno scatto da 0 a 100 km/h ottenuto in 9,2 secondi. I costi di gestione erano elevati, un po' per il notevole peso della Thesis equipaggiata con questo motore e un po' per la presenza del cambio automatico; l'auto era in grado di percorrere 7,3 km/l nel ciclo misto. Il 3.0 V6 Busso era omologato Euro 3.
Nel 2004 il 3,0 litri uscì di produzione rimpiazzato dal più potente 3.2 V6 sempre appartenente alla famiglia motoristica Busso in grado di erogare 230 cavalli a 6.200 giri al minuto, offre una velocità massima di 240 km/h per uno scatto da 0 a 100 km/h registrato in 8,8 secondi con consumo medio di 6,7 km/l. Il 3.2 V6 era omologato Euro 3 e venne omologato Euro 4 dal fine del 2004: la produzione di tale propulsore cessò nel 2007.
Il motore diesel disponibile al lancio era il 2.4 JTD 10 valvole dotato di iniezione diretta common rail e turbocompressore a geometria variabile, l'architettura meccanica era a 5 cilindri in linea con distribuzione a 2 valvole per cilindro. La potenza massima è di 150 CV e le prestazioni erano più che sufficienti, 210 km/h di velocità massima e una coppia massima di 31 kgm a 1.800 giri al minuto. È abbinato a un cambio manuale a 6 rapporti. Omologato Euro 3 uscì di produzione nel 2005.
Nel 2003 venne introdotto il nuovo 2.4 Multijet, evoluzione del precedente JTD, con distribuzione a 4 valvole per cilindro e 20 valvole. Più silenzioso e con emissioni inquinanti ridotte la potenza massima in questo modo venne incrementata fino a 175 CV disponibili a 4.000 giri al minuto. Le prestazioni seppur migliorate rispetto al JTD non garantivano scatti da sportiva ma l'auto rimase pur sempre orientata verso il comfort: abbinata a un cambio manuale a 6 rapporti era in grado di raggiungere la velocità massima di 225 km/h mentre la versione automatica Comfortronic a 5 rapporti era in grado di raggiungere i 220 km/h. Lo scatto da 0 a 100 km/h avveniva in 9,8 secondi la manuale e in 10,2 secondi l'automatica. Il consumo medio era di 13,3 km/l per la manuale, più basso quindi rispetto alla vecchia versione JTD, mentre l'automatica percorreva circa 11,3 km/l secondo la casa costruttrice. Il 2.4 Multijet 20V a seconda della trasmissione con cui veniva equipaggiato erogava una coppia massima differente: la versione manuale 6 rapporti disponeva di 380 N·m a 2.000 giri al minuto mentre l'automatica Comfortronic ne disponeva di 330 N·m sempre a 2.000 giri al minuto. Il 2.4 Multijet era omologato Euro 3 e venne prodotto fino al 2006.
Una versione potenziata del 2,4 litri Multijet viene presentata nel 2006, eroga 185 CV e viene omologato Euro 4 grazie al filtro attivo antiparticolato adottato di serie. Il nuovo Multijet viene abbinato al solo cambio automatico sequenziale Comfortronic e la coppia massima pertanto resta invariata a 330 N·m. I benefici si ottengono nella riduzione dei consumi e al tempo stesso l'incremento della potenza massima ha portato a migliori prestazioni: 0–100 km/h in 9,7 secondi, 222 km/h di velocità massima e 12,1 km/l di percorrenza media.
| Modello                           | Disponibilità       | Motore                       | Cilindrata cm³ | Potenza         | Coppia max              | Emissioni CO2 (g/km) | Velocità max (km/h) | 0–100 km/h (secondi) | Consumo medio (km/l) |
| 2.0 Turbo Soft 20V manuale        | dal debutto al 2007 | 5 cilindri in linea, Benzina | 1.998          | 136 kW (185 CV) | 308 N·m @2.200 giri/min | 264                  | 224                 | 8,9                  | 9,0                  |
| 2.4 20V manuale                   | dal debutto al 2007 | 5 cilindri in linea, Benzina | 2.446          | 125 kW (170 CV) | 226 N·m @3.500 giri/min | 260                  | 215                 | 9,5                  | 10,3                 |
| 2.4 20V Comfortronic              | dal debutto al 2007 | 5 cilindri in linea, Benzina | 2.446          | 125 kW (170 CV) | 226 N·m @3.500 giri/min | 260                  | 217                 | 10,9                 | 9,1                  |
| 3.0 V6 24V Comfortronic           | dal debutto al 2004 | 6 cilindri a V, Benzina      | 2.959          | 158 kW (215 CV) | 263 N·m @5.000 giri/min | 323                  | 234                 | 9,2                  | 7,3                  |
| 3.2 V6 24V Comfortronic           | dal 2004 al 2007    | 6 cilindri a V, Benzina      | 3.179          | 169 kW (230 CV) | 289 N·m @4.800 giri/min | 355                  | 240                 | 8,8                  | 6,7                  |
| 2.4 JTD 10V manuale               | dal debutto al 2005 | 5 cilindri in linea, Diesel  | 2.387          | 110 kW (150 CV) | 305 N·m @1.800 giri/min | 217                  | 206                 | 10,1                 | 12,2                 |
| 2.4 Multijet 20V manuale          | dal 2003 al 2006    | 5 cilindri in linea, Diesel  | 2.387          | 129 kW (175 CV) | 380 N·m @2.000 giri/min | 199                  | 225                 | 9,8                  | 13,3                 |
| 2.4 Multijet 20V Comfortronic     | dal 2003 al 2006    | 5 cilindri in linea, Diesel  | 2.387          | 129 kW (175 CV) | 330 N·m @2.000 giri/min | 199                  | 220                 | 10,2                 | 11,3                 |
| 2.4 Multijet 20V 185 Comfortronic | dal 2006 al 2009    | 5 cilindri in linea, Diesel  | 2.387          | 136 kW (185 CV) | 330 N·m @1.750 giri/min | 234                  | 222                 | 9,7                  | 12,1                 |